# Kill (cuerpo de agua)
Un kill es un término geográfico de origen neerlandés usado en algunas zonas de los Estados Unidos para describir un espejo de agua, ya sea un estrecho, un río, un arroyo o incluso un brazo de mar. La palabra viene del Medio neerlandés kille, que significa «cauce» o «canal de agua»,[cita requerida] que ahora se ha convertido en «kil». En inglés da lugar a algunas confusiones etimológicas ón con el verbo «kill» (literalmente, matar).
El término se utilizó históricamente en las áreas de influencia neerlandesa en los valles de Delaware y Hudson y otras áreas de la antigua colonia neerlandesa de la Nueva Holanda. Ejemplos de ello son: los estrechos marinos de Kill Van Kull y Arthur Kill, que separan Staten Island, Nueva York, de Nueva Jersey; Dutch Kills y English Kills, en aguas del arroyo Newtown; Bronx Kill, entre El Bronx y la isla de Randall. Se usa también como un nombre compuesto, como por ejemplo en el río Wallkill, en Nueva York y Nueva Jersey, o el río Schuylkill, en Pensilvania. Fresh Kills es la principal vía fluvial que conduce al antiguo vertedero de Fresh Kills, que servía a la ciudad de Nueva York en la segunda mitad del siglo XX y que fue en su tiempo el vertedero más grande del mundo.
Peekskill es una ciudad a orillas del río Hudson fundada por el neerlandés Jan Peake, comerciante de pieles y capitán de barco. El arroyo, o kill que alimentaba el Hudson en esa gran curva del río, y que dio nombre a la ciudad, era abundante en peces, rodeado de caza y se convirtió en un temprano asentamiento y centro comercial.
También aparece en otros topónimos, como en las montañas de Catskill (inicialmente bautizadas como «Kaatskil» por los colonos neerlandeses en el siglo XVII) y la ciudad de Fishkill, Nueva York, que fue objeto de una campaña de grupo de derechos de los animales, PETA, que querían un nombre más respetuoso con los animales. Humorísticamente, en Delaware, existe un río Murderkill (que podría traducirse como río matar-matar).
Una referencia al kil neerlandés se puede encontrar en los nombres geográficos neerlandeses, por ejemplo, Dordtsche Kil, Sluiskil  (en el municipio de Terneuzen ) o Kil van Hurwenen.